# Nadab
Nadab (Hebreeuws: נדב) was volgens de Hebreeuwse Bijbel de tweede koning van het noordelijke koninkrijk Israël en was de zoon en opvolger van Jerobeam I. Net als zijn vader keerde hij zich van God af. Nadat hij twee jaar had geregeerd beraamde Basa een aanslag op de koning en toen Nadab de Filistijnse stad Gibbeton belegerde, vermoordde Basa hem en nam zijn plaats in als koning. Daarna liet Basa Nadabs hele familie ombrengen.